# 中国掷球协会
中国掷球协会是中华人民共和国掷球运动者和爱好者等组成的全国性体育组织，由中华全国体育总会领导，原名中国地掷球协会，成立于1986年，会址位于北京市。